# Neobisiidae
Famille
Les Neobisiidae sont une famille de pseudoscorpions qui comporte plus de 700 espèces dans 33 genres.

## Répartition
Les espèces de cette famille se rencontrent en Europe, en Amérique du Nord, en Asie et en Afrique.

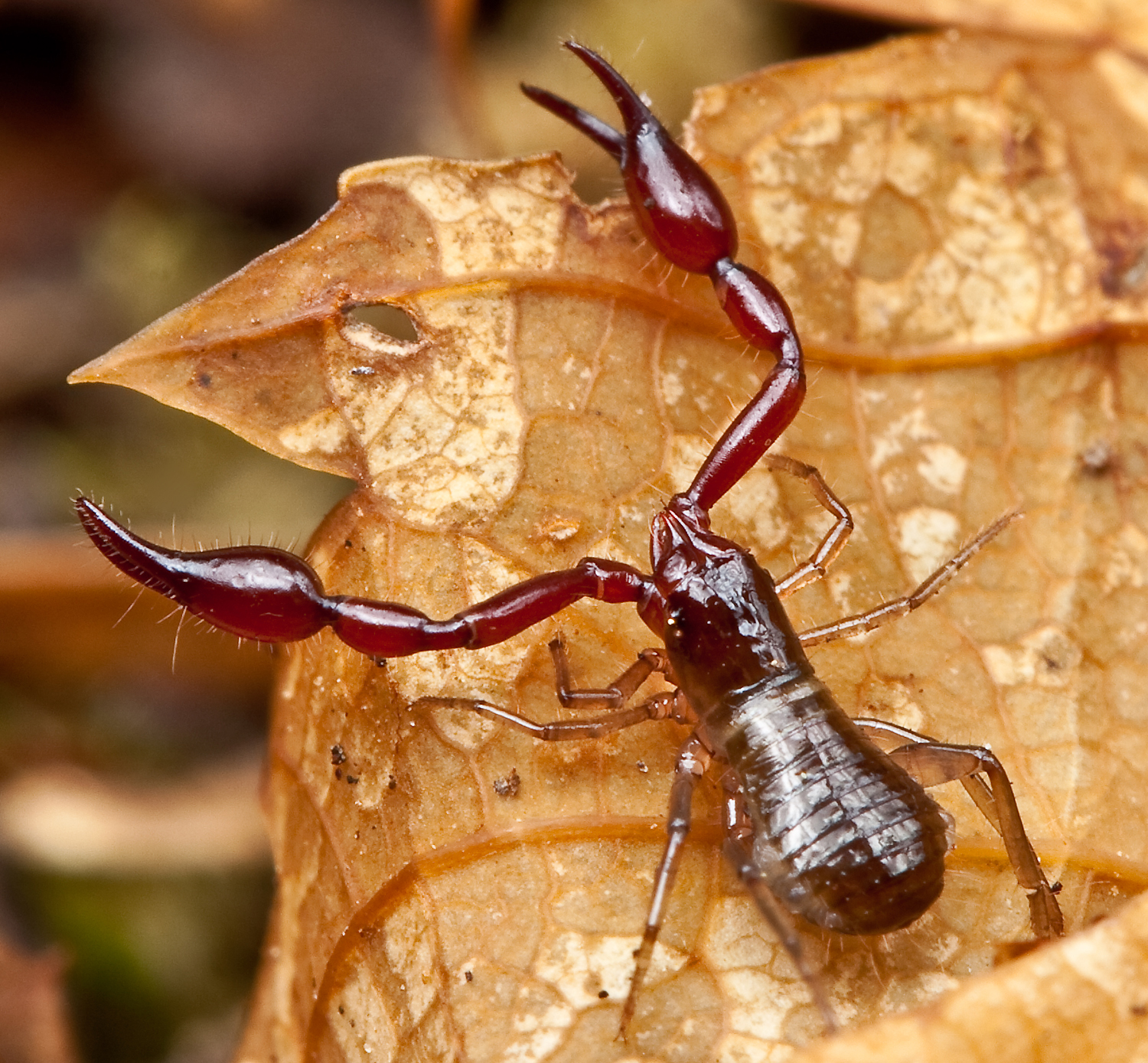
Neobisiidae

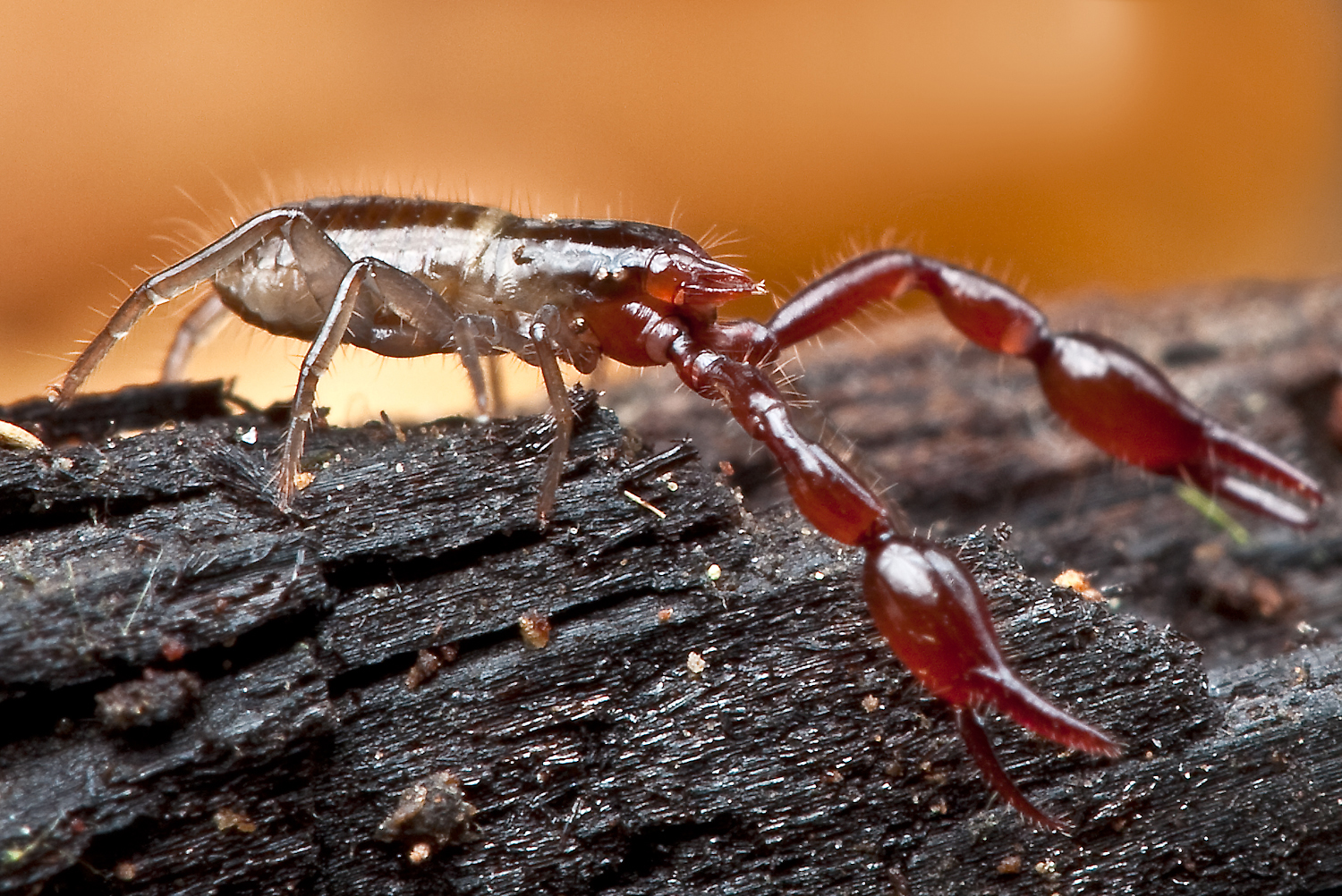
Neobisiidae

## Liste des genres
Selon Pseudoscorpions of the World (version 3.0) :
- Microcreagrinae Balzan, 1892 :
  - Acanthocreagris Mahnert, 1974
  - Alabamocreagris Ćurčić, 1984
  - Americocreagris Ćurčić, 1982
  - Australinocreagris Ćurčić, 1984
  - Bisetocreagris Ćurčić, 1983
  - Cryptocreagris Ćurčić, 1984
  - Dentocreagris Dashdamirov, 1997
  - Fissilicreagris Ćurčić, 1984
  - Globocreagris Ćurčić, 1984
  - Halobisium Chamberlin, 1930
  - Insulocreagris Ćurčić, 1987
  - Lissocreagris Ćurčić, 1981
  - Microcreagris Balzan, 1892
  - Minicreagris Ćurčić, 1989
  - Orientocreagris Ćurčić, 1985
  - Roncocreagris Mahnert, 1974
  - Saetigerocreagris Ćurčić, 1984
  - Stenohya Beier, 1967
  - Tartarocreagris Ćurčić, 1984
  - Tuberocreagris Ćurčić, 1978
- Neobisiinae Chamberlin, 1930 :
  - Balkanoroncus Ćurčić, 1975
  - Ernstmayria Ćurčić & Dimitrijević, 2006
  - Microbisium Chamberlin, 1930
  - Neobisium Chamberlin, 1930
  - Novobisium Muchmore, 1967
  - Occitanobisium Heurtault, 1978
  - Paedobisium Beier, 1939
  - Parobisium Chamberlin, 1930
  - Protoneobisium Ćurčić, 1988
  - Roncobisium Vachon, 1967
  - Roncus L. Koch, 1873
  - Trisetobisium Ćurčić, 1982

et décrits depuis :
- Archaeoroncus Ćurčić & Rađa, 2012
- Cornuroncus Nassirkhani, Zaragoza & Mumladze, 2019

## Systématique
Le nom valide de ce taxon est Neobisiidae Chamberlin, 1930.

### Publication originale
- (en) Chamberlin, « A synoptic classification of the false scorpions or chela-spinners, with a report on a cosmopolitan collection of the same. Part II. The Diplosphyronida (Arachnida-Chelonethida) », Annals and Magazine of Natural History, 1930, sér. 10, vol. 5, p. 1-48 & 585-620.